# 콩고어
콩고어(Kongo) 또는 키콩고어(Kikongo)는 중앙아프리카의 콩고민주공화국, 콩고공화국, 앙골라, 가봉에 걸친 지역에서 바콩고족이 쓰는 반투어군의 한 언어이다. 모어 화자의 수는 약 6백만 명이 넘고, 제2언어로 사용하는 인구는 약 5백만 명 이상으로 추산된다. 또한 역사적으로 대륙 간 노예 무역으로 아메리카로 강제이주당한 상당수 인구의 모어였던 이유로 걸라어나 팔렌케로 크리올 등 일부 아프리카계 아메리카인 집단의 언어에도 영향을 남겼다.

## 역사
1575년 포르투갈 왕실이 앙골라를 선포하기 전 이 지역에 존재하던 콩고 왕국의 언어였다. 1885년 베를린 회담에 따라 왕국의 나머지 영토는 세 지역으로 분할되어 유럽 열강들이 차지했는데, 이는 오늘날 콩고민주공화국, 콩고공화국, 가봉의 일부이다. 16세기부터 일찍이 포르투갈 세력과 접촉한 이유로 콩고어는 라틴 문자로 표기된 최초의 반투 언어 중 하나이다. 다만 현대적 철자법이 확립된 것은 19~20세기 기독교 선교사들에 의해서이다.
식민 시대에 콩고어를 기반으로 성립한 크리올 언어인 키투바어(Kituba)는 오늘날 프랑스어와 함께 콩고 민주 공화국의 공용어 중 하나이다. 상황에 따라 콩고어 또는 키콩고어라는 말은 키투바어를 가리키기도 하여 용어에 혼동이 있다.